# Perittia nimbifera
Perittia nimbifera är en fjärilsart som beskrevs av Edward Meyrick 1913. Perittia nimbifera ingår i släktet Perittia och familjen gräsmalar, Elachistidae. Inga underarter finns listade i Catalogue of Life.